# 関西エスペラント連盟
一般社団法人関西エスペラント連盟（かんさいエスペラントれんめい：エスペラント名称Kansaja Ligo de Esperanto-Grupoj）は関西地方のエスペラント会によって構成される、エスペラントの普及にあたる団体。1951年に任意団体として発足し、2010年に一般社団法人となった。略称はKLEG（クレーグ）。毎年関西エスペラント大会を開催する。

## 概要
事務所を豊中市におき、17のエスペラント会と賛助会員からなる。賛助会員は関西在住とは限らない。月刊の機関誌La Movado（意味は「運動」）を発行するが、本誌は九州エスペラント連盟、中国四国エスペラント連盟などに支局をおき、全国的な読者、投稿者網を持つ。出版部門は「日本エスペラント図書刊行会」を名乗り、エスペラントの学習書やエスペラント書きの書籍を出版する。

## 沿革
- 1951年3月　関西エスペラント連盟結成準備会の名義で機関誌"La Movado"創刊、同月、関西エスペラント連盟創立[1]。
- 1953年5月　奈良市で第1回関西エスペラント大会を開催。
- 1965年8月　大津市で開催された第21回国際青年エスペラント大会について、大会現地事務局を関西エスペラント連盟内において準備にあたった[2]。
- 1973年3月　事務所を大阪市大淀区中津浜通から大阪府豊中市曽根東町へ移転。
- 2010年6月　一般社団法人に移行。
- 2018年10月　第105回日本エスペラント大会＆第50回韓国エスペラント大会（第2回日韓共同開催エスペラント大会）を奈良市にて開催。

## 関連人物
2020～2021年度役員
- 赤田義久 - 顧問
- 川野邦造 - 顧問
- 岸田準二 - 顧問
- 田熊健二 - 顧問
- 藤本達生 - 顧問
- 前川治哉 - 顧問
- 木元靖浩 - 会長
- 相川節子 - 副会長 編集部長
- 中道民広 - 専務理事 事務局長
- 島谷剛 　- 理事 教育部長
- 染川隆俊 - 理事 図書部長
- 田熊健二 - 理事 組織部長
- 福田誠　 - 理事
- 山本徹　 - 監事
- 田中一喜 - 監事補佐